# Ron Howells
Ron Howells, diminutivo di Ronald Gilbert Howells (Ponthenri, 12 gennaio 1927 – Galles, 29 dicembre 2011) è stato un calciatore gallese, di ruolo portiere.

## Carriera

### Club
Nel 1946, alla ripresa dei campionati dopo l'interruzione dovuta alla seconda guerra mondiale, firma il suo primo contratto professionistico con i gallesi dello Swansea Town, militanti nella terza divisione inglese, con i quali gioca in totale 9 partite di campionato nell'arco di un biennio. Successivamente, nel 1950, dopo un biennio trascorso giocando a livello semiprofessionistico con la maglia del Barry Town, si trasferisce al Cardiff City, nella seconda divisione inglese; dopo due stagioni con il ruolo di riserva di Iorwerth Hughes (ma comunque con complessive 16 partite di campionato giocate nell'arco di due anni), a partire dalla stagione 1952-1953, giocata in prima divisione dopo la promozione conquistata nell'annata precedente, si impone come titolare dei Bluebirds, mantenendo tale ruolo sostanzialmente per poco meno di un lustro, integralmente trascorso in prima divisione, ed arricchito anche dalla vittoria di una Coppa del Galles nella stagione 1955-1956: più precisamente, gioca 41 partite di campionato nella stagione 1952-1953, 41 partite nella stagione 1953-1954, 36 partite nella stagione 1954-1955 e 27 partite nella stagione 1955-1956, alle quali aggiunge infine anche ulteriori 4 presenze durante la stagione 1956-1957, la sua ultima con il club di Cardiff.
Nell'estate del 1957 si trasferisce poi ai semiprofessionisti inglesi del Worcester City, ma già dall'anno seguente passa al Chester, nella neonata quarta divisione inglese, categoria nella quale nell'arco di un biennio, trascorso giocando da titolare fisso, colleziona complessivamente 80 presenze; torna infine al Barry Town, con cui trascorre un'ultima stagione giocando a livello semiprofessionistico prima di ritirarsi, all'età di 34 anni.
In carriera ha giocato complessivamente 243 partite nei campionati della Football League.

### Nazionale
Nel 1953 ha giocato 2 partite con la nazionale gallese, entrambe valevoli per le qualificazioni ai Mondiali del 1954.

## Palmarès

### Club

#### Competizioni nazionali
- Coppa del Galles: 1

Cardiff City: 1955-1956